# Place Romain-Gary
La place Romain-Gary est une voie située dans le quartier Saint-Lambert du 15e arrondissement de Paris.

## Situation et accès
La place Romain-Gary est desservie par la ligne 13 à la station Porte de Vanves, ainsi que par la ligne 3a du tramway d'Île-de-France.

## Origine du nom

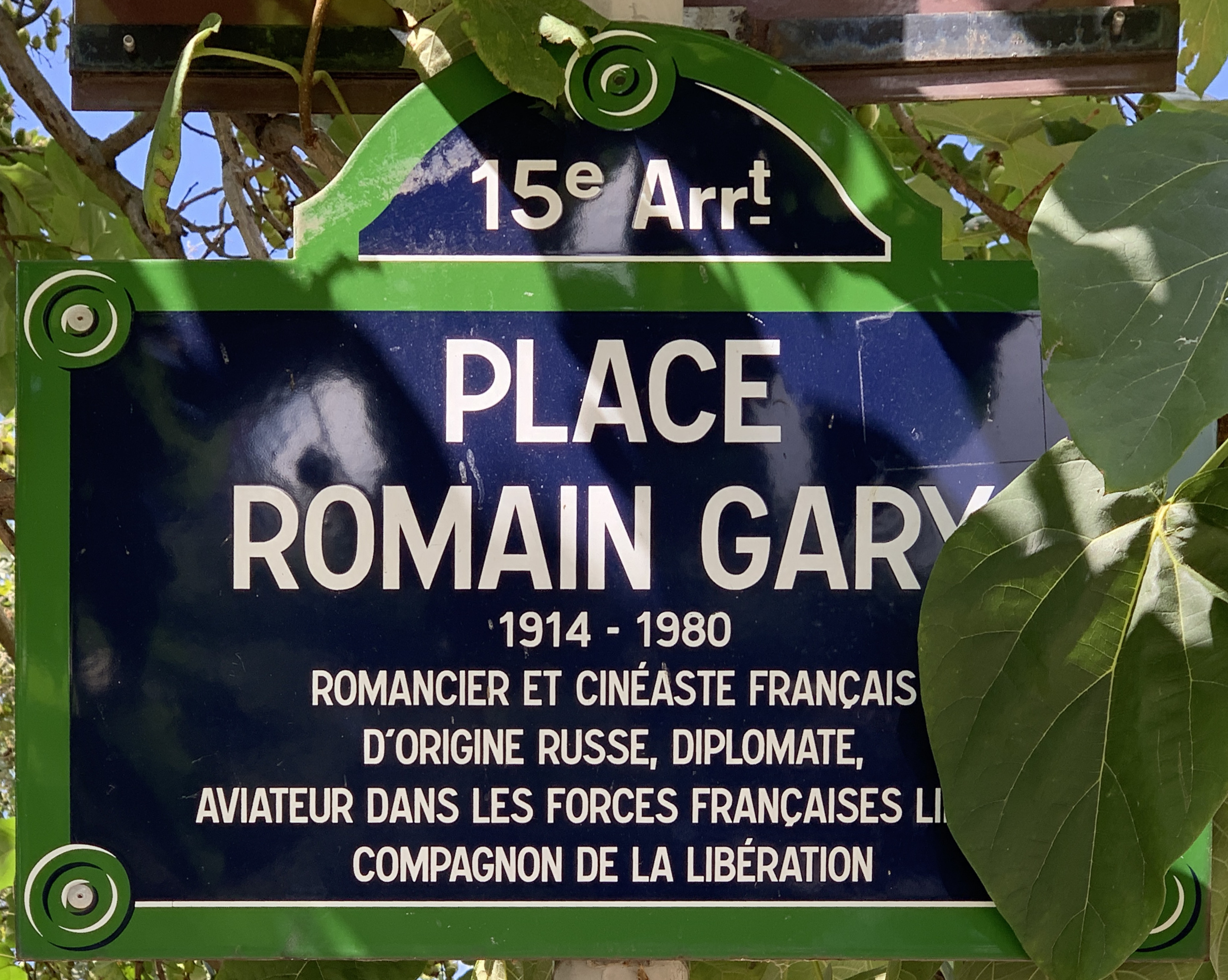
Plaque de la place.

Cette place a été nommée en l’honneur de l’écrivain, diplomate et résistant Romain Gary (1914-1980).

## Historique
Cet espace, constitué par les anciennes parties des rues qui le bordent, fut renommé par l’arrêté municipal du 2 novembre 2006 et inauguré officiellement le 17 juin 2010 à l’occasion des célébrations du 70e anniversaire de l’appel du 18 Juin 1940.